# 秋神温泉
秋神温泉（あきがみおんせん）は、岐阜県高山市朝日町（旧国飛騨国）にある温泉。

## 泉質
- 炭酸水素塩泉

## 概要
- 標高約1000メートルに位置し、秋神川（飛騨川支流）沿いにある。温泉宿は1件のみ。
- 毎年1月から2月に、4haの敷地内に氷柱で出来た「氷点下の森」が造られ、ライトアップされる。

## アクセス
- 公共交通機関
  - 高山濃飛バスセンター（高山駅）より濃飛バス「秋神温泉」バス停下車（所要時間は約1時間）。
- 自動車
  - 高山駅より国道361号、県道435号経由で約30分。
  - 久々野駅より県道87号、国道361号、県道435号経由で約15分。